# Glenochrysa regularis
Glenochrysa regularis är en insektsart som först beskrevs av Banks 1910.  Glenochrysa regularis ingår i släktet Glenochrysa och familjen guldögonsländor. Inga underarter finns listade i Catalogue of Life.